# Smārde (przystanek kolejowy)
Smārde (ros. Смарде) – przystanek kolejowy w miejscowości Smārde, w gminie Tukums, na Łotwie. Położony jest na linii Ryga (Torņakalns) - Tukums.